# ザ・ビッグチャンス!
『ザ・ビッグチャンス!』は、1991年9月30日から1992年4月3日まで一部のフジテレビ系列で平日昼前に放送されていた生活情報バラエティ番組である。

## 番組概要
前番組『奥さまお手をどうぞ!』が1年で打ち切られたため、新たにクイズを挿入した情報番組をスタートした。キャッチフレーズは「朝から持ってけ!」。しかし本番組も僅か半年で終了した。内容は、50人くらいの挑戦者が4つのブロックに分かれ抽選でそれぞれ1人ずつが対戦でクイズやゲームに挑戦。5人勝ち抜くと、海外旅行や車が当たるゲームに挑戦できる。また最後に敗者復活戦があって、勝者には賞品が贈られた。11時台は「夕食ばんざい」と「いいものセレクション」で、番組の最後には視聴者が電話で挑戦する「ビッグオアスモール」のコーナーがあった。

## 放送時間
- 1991年9月30日 - 1992年4月3日 月曜 - 金曜 10:30 - 11:25 (JST)

## ネット局
| 放送対象地域 | 放送局         | 系列           | 放送日時                  | 備考                                                   |
| ------------ | -------------- | -------------- | ------------------------- | ------------------------------------------------------ |
| 関東広域圏   | フジテレビ     | フジテレビ系列 | 月曜 - 金曜 10:30 - 11:25 | 製作局                                                 |
| 熊本県       | テレビ熊本     | フジテレビ系列 | 月曜 - 金曜 10:30 - 11:25 |                                                        |
| 宮城県       | 仙台放送       | フジテレビ系列 | 月曜 - 金曜 11:00 - 11:25 | タイトルは差し替えずに後半部分のみを放送（詳細は後述） |
| 福島県       | 福島テレビ     | フジテレビ系列 | 月曜 - 金曜 10:30 - 11:25 | 11時台を別タイトルとして10時台と分けて放送             |
| 静岡県ほか   | テレビ静岡ほか | フジテレビ系列 | 月曜 - 金曜 11:00 - 11:25 | 後半部分のみを放送（詳細は後述）                       |

基本的に11時台のみのネット局は、「夕食ばんざい」と「ショッピングプラザ」を『奥さまリビング』などの独自のタイトルに差し替えた上で放送している（ただし仙台放送のようにタイトルを差し替えずに放送した局や、福島テレビのように10時台と11時台を別々の番組として放送した局もある）。番組自体のエンディングにおいては、スタッフロールを関東ローカルのみに送出し、フジテレビ以外のネット局向けには「制作協力・制作著作」のみを送出していた。

## 出演者
ニュースコーナー以外の出演者は全員後番組『ジョーダンじゃない!?』も続投。

### メインキャスター
- 森末慎二（総合司会）
- 中村江里子（アシスタント / 当時フジテレビアナウンサー）
  - 森末は木・金曜日の『FNNスーパータイム』スポーツコーナーを兼務。

### 夕食ばんざい
- 結城貢
- 筒井櫻子（当時フジテレビアナウンサー）

### ニュースコーナー（報道センター）
- 野間脩平（当時フジテレビアナウンサー / 月 - 木曜日）
- 山中秀樹（同上 / 金曜日）
  - それぞれ『FNNスピーク』と兼務。

### いいものセレクション
- 中野安子

## スタッフ
- 企画：高橋松徳（フジテレビ）
- 構成：松岡孝
- 技術：八峯テレビ
- 美術：山田茂夫
- デザイン：石森慎司（フジテレビ）
- 音効：プロジェクト80
- ディレクター：朝川昭史、浜谷知典、鹿又泰宏
- プロデューサー：古賀憲一、大島正
- 制作協力：日本テレワーク
- 制作著作：フジテレビ

## 主題歌
- 君のいないクリスマス（森末慎二）

| フジテレビ系列 平日昼前の情報番組 | フジテレビ系列 平日昼前の情報番組 | フジテレビ系列 平日昼前の情報番組 |
| 前番組                            | 番組名                            | 次番組                            |
| --------------------------------- | --------------------------------- | --------------------------------- |
| 奥さまお手をどうぞ!               | ザ・ビッグチャンス!               | ジョーダンじゃない!?              |